# 태국 샐러드
"샐러드"로 불리는 태국 요리는 크게 땀(태국어: ตำ), 랍(태국어: ลาบ), 얌(태국어: ยำ), 플라(태국어: พล่า) 네 가지가 있다.

## 종류

### 땀

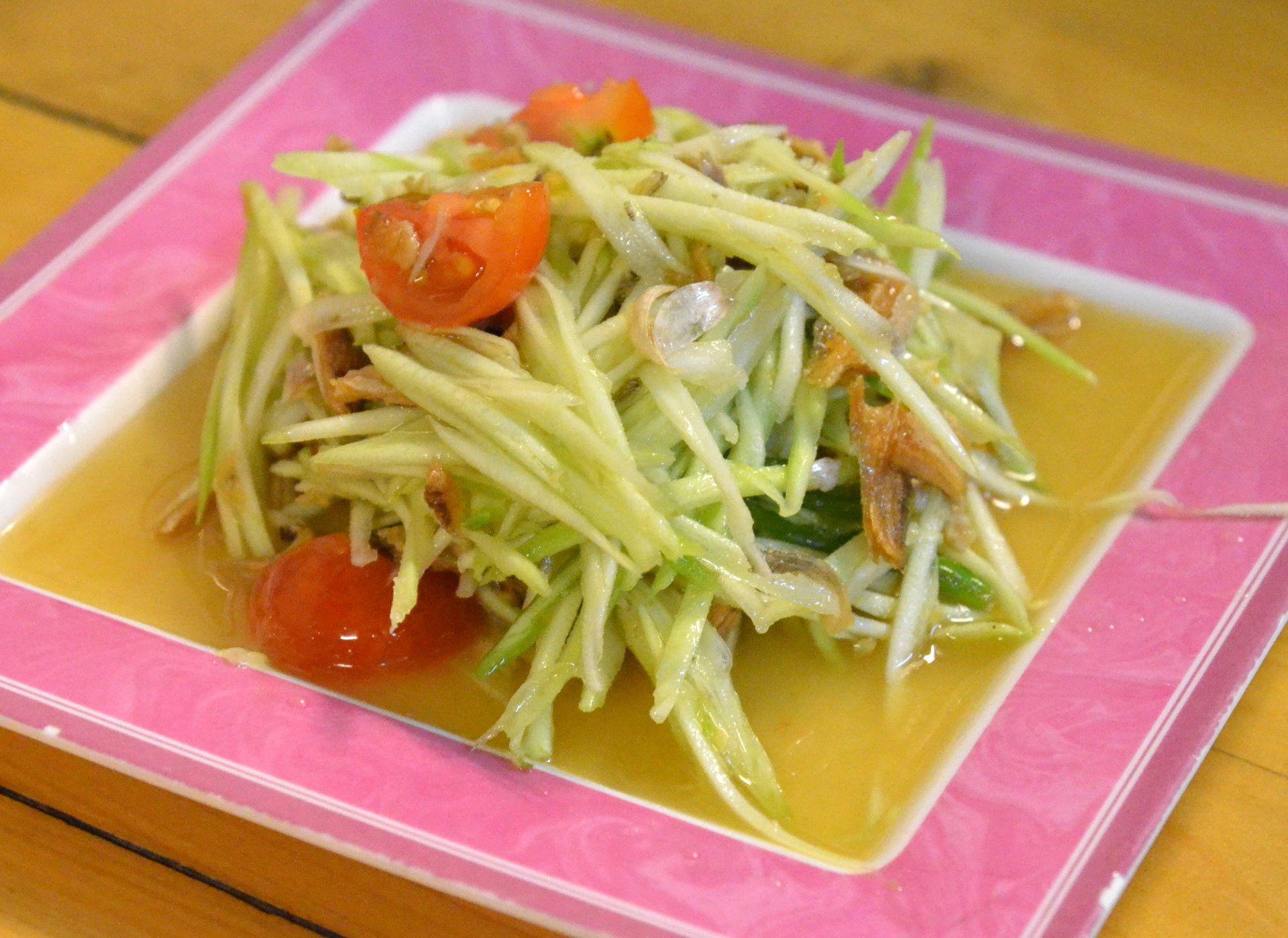
땀 마무앙

땀(태국어: ตำ)은 "빻다"라는 뜻이다. 마늘, 새눈고추, 야자당, 건새우, 남 쁠라(어장), 라임 등 드레싱 재료들을 막자사발에 넣어 빻다가, 채썬 풋파파야 등의 본재료를 함께 넣고 가볍게 빻아 만드는 샐러드이다. 타마린드 즙을 넣기도 하며, 토마토를 넣기도 한다.
- 솜 땀(ส้มตำ)
- 땀 땡(ตำแตง)
- 땀 마무앙(ตำมะม่วง)
- 땀 마크아(ตำมะเขือ)
- 땀 솜오(ตำส้มโอ)
- 땀 카눈(ตำขนุน)
- 땀 카이 못댕(ตำไข่มดเเดง)
- 땀 팍매오(ตำฟักแม้ว)
- 땀 폰라마이 루암(ตำผลไม้รวม)

### 랍

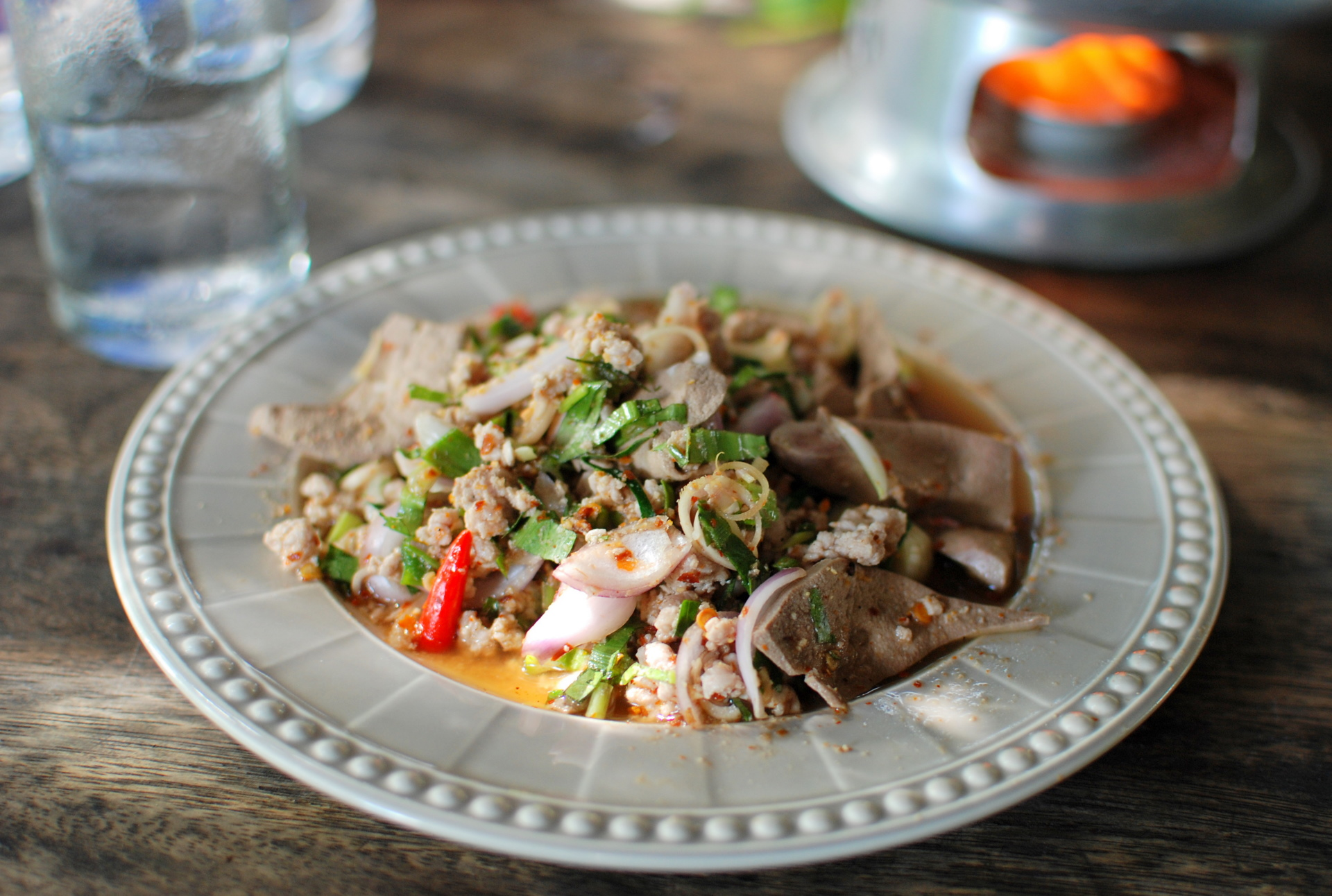
랍 무

랍(태국어: ลาบ)은 잘게 깍둑썰거나 다진 고기 또는 생선을 채소와 같이 버무려 내는 샐러드이다. 라오스와 태국 이산 지역의 음식이며, 다른 고기 요리와 달리 뜨겁게 내지 않는다. "카오 쿠아"라 불리는 볶은 쌀가루를 넣어 고소한 맛을 내는 것이 특징이다.
- 랍 까이(ลาบไก่)
- 랍 까이 찌아오(ลาบไข่เจียว)
- 랍 무(ลาบหมู)
- 랍 쁠라(ลาบปลา)
- 랍 쁠라둑(ลาบปลาดุก)
- 랍 샐몬(ลาบ)
- 랍 운센(ลาบวุ้นเส้น)
- 랍 쿠아(ลาบคั่ว)

고기를 다지지 않고 저며 만든 비슷한 요리는 남 똑(น้ำตก)이라 부르며, 대표적인 것으로 느아 양 남 똑(เนื้อย่างน้ำตก), 무 남 똑(หมูน้ำตก) 등이 있다.

### 얌

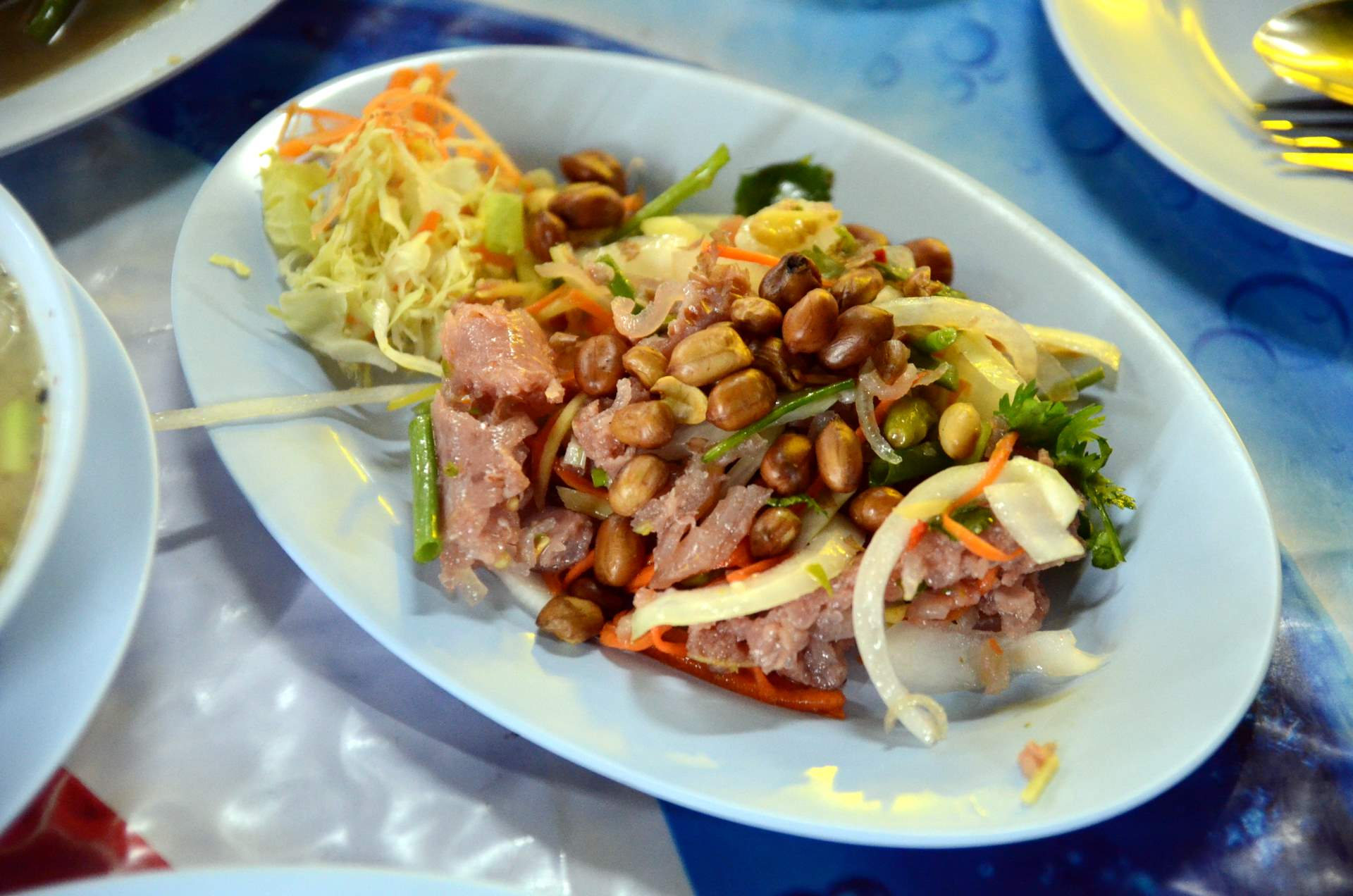
얌 냄

얌(태국어: ยำ)은 "섞다, 비비다"라는 뜻이다. 채소, 과일, 고기, 생선, 국수 등 다양한 재료를 사용하며, 재료는 날것, 절이거나 발효하거나 건조한 것, 여러 가지 방식으로 익힌 것을 모두 쓸 수 있다. 드레싱에는 채썬 셜롯이나 양파, 남 쁠라(어장), 라임 즙, 야자당, 새눈고추 등이 들어가며, 향신채로는 잎셀러리, 고수 잎, 쿨란트로, 파 등이 쓰인다. 토마토, 레몬그래스, 생강, 큰고량강 등을 넣기도 한다.
- 얌 까이 똠(ยำไข่ต้ม)
- 얌 까이 양(ยำไก่ย่าง)
- 얌 꾼치앙(ยำกุนเชียง)
- 얌 꿍 뗀(ยำกุ้งเต้น)
- 얌 냄(ยำแหนม)
- 얌 느아 양(ยำเนื้อย่าง)
- 얌 맹다(ยำแมงดา)
- 얌 무 옵(ยำหมูอบ)
- 얌 뿌(ยำปู)
- 얌 쁠라둑 푸(ยำปลาดุกฟู)
- 얌 솜오(ยำส้มโอ)
- 얌 야이(ยำใหญ่)
- 얌 운센(ยำวุ้นเส้น)
- 얌 카놈 찐(ยำขนมจีน)
- 얌 카이 다오(ยำไข่ดาว)
- 얌 타와이(ยำทวาย)
- 얌 투아푸(ยำถั่วพู)
- 카오 얌(ข้าวยำ)

서양식 샐러드는 "얌 살랏(ยำสลัด)"이라 부른다. 똠 얌(ต้มยำ)은 맵고 신 얌 드레싱과 비슷한 재료를 쓴 똠(국)이다.

### 플라

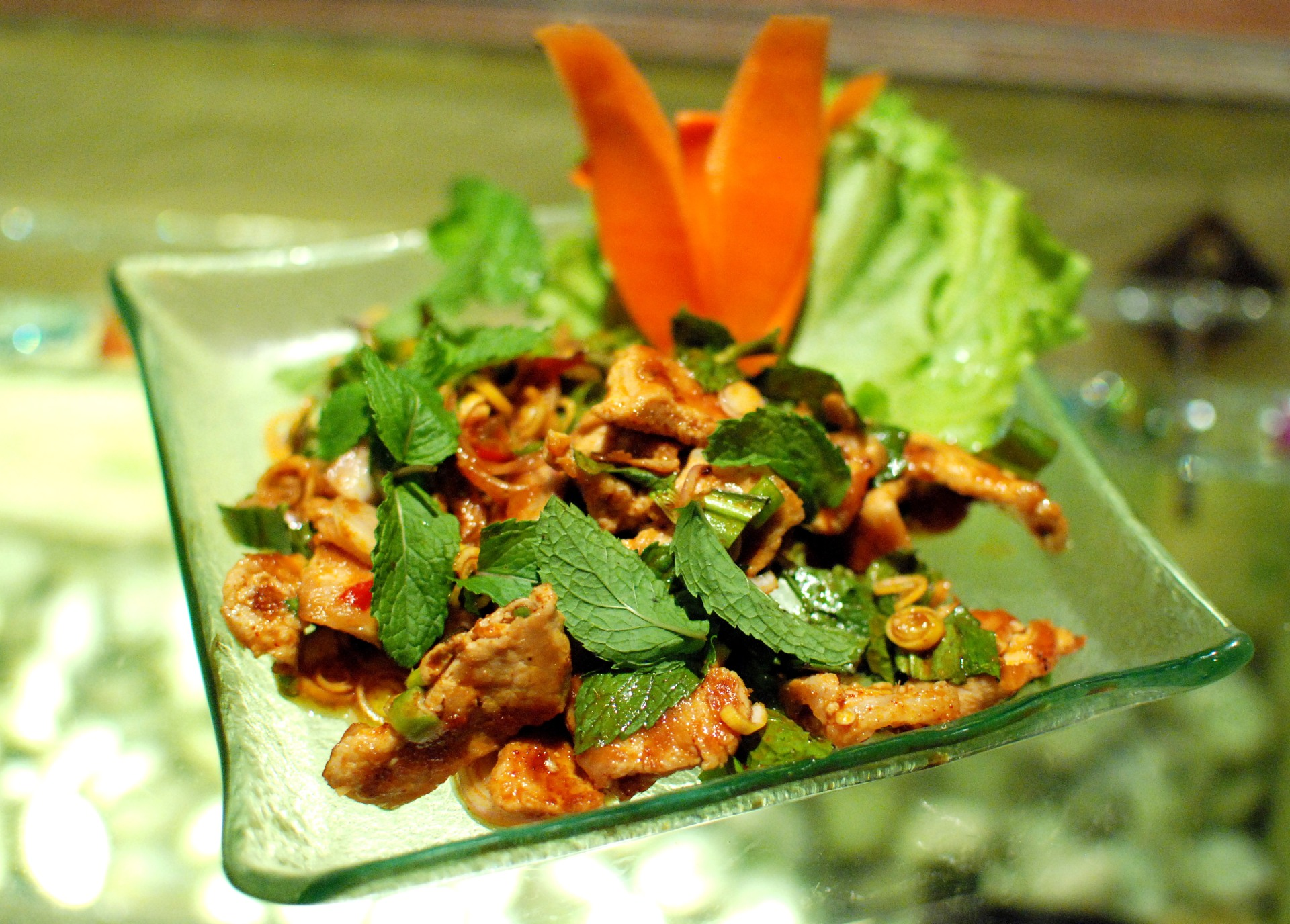
플라 무

고기나 새우 등을 라임 즙에 버무려 산으로 "익힌" 샐러드이다. 라임 즙 속 산이 고기 속 단백질을 변성시켜, 열에 익은 것처럼 보이게 한다.
- 플라 꿍(พล่ากุ้ง)
- 플라 느아(พล่าเนื้อ)
- 플라 무(พล่าหมู)

비슷한 음식으로 꼬이 꿍(ก้อยกุ้ง)이 있다. 캄보디아의 플리어 삿 꼬도 비슷한 음식이다.

## 같이 보기
- 놈
- 아톳